# Marcio dos Santos Silva
Marcio dos Santos Silva (5 februari 1969) is een voormalig Braziliaans voetballer.

## Carrière
Marcio dos Santos Silva tekende in 1997 bij Kyoto Purple Sanga.